# Dário Meira
Dário Meira là một đô thị thuộc bang Bahia, Brasil. Đô thị này có diện tích 400,33 km², dân số năm 2007 là 12072 người, mật độ 30,16 người/km².